# Jørgen Larsen (billedhugger)
 Der er flere personer med dette navn, se Jørgen Larsen.
Jørgen Larsen (28. juli 1851 i Lellinge ved Køge – 6. september 1910 i København) var en dansk billedhugger.
Han blev uddannet dels på Kunstakademiet, dels i Jerichaus atelier. Han debuterede som udstiller i 1877 med Afskeden, Relief i gr. Stil til et Gravmonument, der indbragte ham den Neuhausenske Præmie. Han vandt samme år den mindre guldmedalje for relieffet Den gode Hyrde (i Lellinge Kirke) og 1879 den store guldmedalje for relieffet Odysseus genkendes af sine Hyrder (Aalborg Museum).
Han færdiggjorde et monument for Niels Juel og Ivar Huitfeldt i Køge i 1906. Det er nu placeret på Havnepladsen ved Køge Havn.
Han er begravet på Assistens Kirkegård.